# Chloridolum gracile
Chloridolum gracile là một loài bọ cánh cứng trong họ Cerambycidae.